# Familie (menneske)
 For alternative betydninger, se Familie. (Se også artikler, som begynder med Familie) "Søskende" omdirigeres hertil. For andre betydninger af Søskende, se Søskende (flertydig).
En familie er en en gruppe af personer, der fortrinsvis forenes gennem slægtskab både biologisk og i ægteskab.
Socialantropologisk set har familien både biologiske og sociale funktioner:
- forplantning, at producere efterlevende og sikre slægtens fortsættelse.
- socialisering, at opdrage børnene og lære dem samfundets normer.

Ifølge FN's menneskerettighedserklæring er familien:
| Citat                                           | ... den naturlige og grundlæggende enhed i samfundet og giver ret til beskyttelse fra samfundets og statens side. | Citat |
| Artikel 16,3 i FN's Menneskerettighedserklæring | |       |

## Etymologi
Ordet "familie" kommer fra latin: familia: en husstand med den mand, som var familieoverhoved (pater familias), hans hustru, hans børn, nærmeste pårørende, slaver og husdyr.

### En husstand
Ordets historie afspejler den gamle romerske betydning: på engelsk i 1500-tallet, og på tysk i 1400-1500-tallet.

På dansk anfører ODS den primære betydning "tjenestefolk, tyende" som forældet (†). Den næste betydning er "husstand"". I Moths Ordbog jævnføres ordet med "hus" og "slægt", hvor "hus" er "alle de som er i et huß, børn og tyende. familia.

#### Husstand iNorden
Heimamenn
På oldnordisk omtaltes husstanden som heimamenn "hjemmemennesker". Ordet benyttes hyppigt i de islandske sagaer -
hvor der ikke ses noget eget ord for det moderne familie-koncept -
Som synonym findes hyski med samme rod som hibyli, der betyder "hus, bolig".

Via norsk eller svensk genfindes hibyli i dansk: hybel

"et lille værelse".
Hjon
Hjon fra oldnordisk hju brugte ordet om ægtefæller og tyende eller medlemmer af en husstand. Nynorsk har hjonelag om "samliv i ægteskab".
Hju var forbundet med et gårdhushold (bu) både som økonomisk enhed og en social gruppe, og nært afledt findes skuldahju: "de, en husbond er forpligtet til at forsørge, og de, der må arbejde med dette formål for øje".

På højmiddelalderens islandsk: fjölskylda: "hvad der påligger nogen som en forpligtelse, der skal opfyldes; en gerning, der ikke må forsømmes".

## Familiens medlemmer
- Far (fader): en mandlig forælder
- Mor (moder): en kvindelig forælder
- Søn: et barn af hankøn
- Datter: et barn af hunkøn
- Bror:(broder) en mandlig søskende
- Søster: en kvindelig søskende
- Farfar: farens far
- Farmor: farens mor
- Morfar: morens far
- Mormor: morens mor
- Bedstefar: farfar eller morfar
- Bedstemor: farmor eller mormor
- Moster: morens søster
- Faster: farens søster
- Morbror (onkel): morens bror
- Farbror ( onkel): farens bror
- Fætter: mandlig beslægtet med mindst én fælles bedsteforælder, men ingen af de samme forældre
- Kusine: kvindelig beslægtet med mindst én fælles bedsteforælder, men ingen af de samme forældre
- Onkel: en mand, der er bror eller svoger til ens far eller mor, eller fjernere bekendt[11]
- Tante: en søster eller svigerinde til ens far eller mor, eller en fjernere bekendt[12]

### Ikke-biologiske familiemedlemmer
- Enkemand: en mand, hvis ægtefælle er død, og som ikke har giftet sig igen
- Enke: en kvinde, hvis ægtefælle er død, og som ikke har giftet sig igen
- Adoptivbarn: et barn der lever sammen med en far og mor men (sædvanligvis) ikke beslægtet med dem
- Ægtemand/Ægteviv: De to parter i det almindelige ægteskab, som ved lov ikke må være beslægtet med hverandre - 'Bekendtgørelse af lov om ægteskabs indgåelse og opløsning', §6
- Tante: mosters, fasters, morbrors eller farbrors kone
- Onkel: mosters, fasters, morbrors eller farbrors mand

### Udvidet betydning
I moderne tid har forskellige samlivsformer sat ægteskabet på prøve. I det papirløse ægteskab er der ingen hustruer eller ægtemænd, men tilkomsten af børn, og den almindelige kontakt til den 'gammeldags' familie danner også her et familiefællesskab - i kollektivbeboelser tales om "storfamilien".
Spørgsmålet om familiebegrebets er af betydning bl.a. ved folketællinger. Her gælder juraen: Den argumentere for, at sammenflyttede med børn fra hvert sit tidligere forhold ikke kan anses for en familie, idet der ikke er sikkerhed for stabiliteten, ligesom samliv i sig selv ikke forpligter de berørte.
Slægtskab er almindeligt forstået arveligt, men kan udvides til at omfatte juridiske forhold som ægteskab, svogerskab eller adoption. Disse retsregler er bestemt i bestemte situationer fx. ægteskab, arveret, underholdspligt og er ikke en begrebsdefinition af 'familie'.
Sammenbragte familier
Fordi så mange bliver skilt, lever mange i sammenbragte familier. Det betyder, at mange børn har både hel-, halv- og stedsøskende. Forskning viser, at børn, der er vokset op i sammenbragte familier, hvor de bor skiftevis hos mor og far, bliver gode til bl.a. omstilling og logistik.

## Kulturelle familieforskelle
Der er bred variation af familiekonstruktioner hos alverdens folk, hvorpå biologisk reproduktion og kulturel socialisering organiseres.
I nogle kulturer er familien først og fremmest en kernefamilie bestående af en mand og en kvinde og deres fælles børn. I mange samfund er familien først og fremmest en husstand eller "udvidet familie" med flere flere generationer og flere par med deres børn. I nogle samfund er familie og slægt patrilineært - i så fald regnes børn kun som en del af deres fars familie, og kvinder bliver en del af deres mands familie og mister tilknytningen til deres egen faders familie. Andre er matrilineære og regner kun slægtskab gennem moderens side. Andre samfund igen beregner slægtskab og familierelationer bilateralt, så børn er en del af både deres moders og deres faders slægt og familierelationer.
I moderne samfund som det danske er der ofte diskussion om, hvordan familie bør defineres og hvilke udviklinger i familiestrukturen, der er ønskelige. Fx. har ægteskabet som familielivets centrale institution ændret karakter i takt med, at skilsmisser blev almindelige, og den "sammenbragte familie" opstod. Nye ægteskabsformer som registreret partnerskab for homoseksuelle har også udfordret og ændret forståelsen af familiens struktur og samfundsrolle.

### Ordbøger
- Familie. Der deutsche Wortschatz von 1600 bis heute. Hentet 20. oktober 2022.
- Douglas Harper, red. (2001-2018), "family", Online Etymology Dictionary, etymonline.com, arkiveret fra originalen 12. februar 2015, hentet 12. februar 2015
- Svenska Akademien, red. (1931), "HJON", Ordbok över svenska språket, vol. 11, Lund (saob.se, 1898-2017): Svenska Akademien, s. 985, Spalt H{{citation}}:  CS1-vedligeholdelse: location (link)

Moths ordbog
- Familie. Moths Ordbog. Hentet 20. oktober 2022.
- Hûs. Moths Ordbog. Hentet 20. oktober 2022.

ODS
- Johs. Brøndum-Nielsen (1922), "Familie",  i VERNER DAHLERUP (red.), Ordbog over det danske Sprog, vol. 4, ordnet.dk: Det danske Sprog- og Litteraturselskab
- Aage Rohman (1926), "Hjon",  i VERNER DAHLERUP (red.), Ordbog over det danske Sprog, vol. 8, ordnet.dk: Det danske Sprog- og Litteraturselskab
- Morten Borup (1926), "Hybel",  i VERNER DAHLERUP (red.), Ordbog over det danske Sprog, vol. 8, ordnet.dk: Det danske Sprog- og Litteraturselskab